# شفاباخ
شواباخ (بالألمانية: Schwabach) هي منطقة حضرية وبلدة تقع في ألمانيا في فرانكونيا الوسطى. يقدر عدد سكانها بـ 38,791 نسمة.

## المدن التوأمة
مدن كالاباكا، Les Sables-d'Olonne، كيمير و هيلدبورغهاوزن هي مدن توأمة لـشواباخ.

## أعلام
- يوهان غوتفريد زين
- فيليب تشاونر
- والتر زيمرمان
- غوستاف كونينغ